# Expédition contre les Haraktas
 (octobre 2024).
Durant la conquête de l'Algérie par la France, une expédition contre les Haraktas est lancée du 16 au 25 avril 1840 à laquelle participe le 26e régiment d'infanterie de ligne.

## Bataille
Lors de la première tentative française de siège contre Constantine, les Haraktas se font remarquer par leur ardeur et causent beaucoup de mal aux Français, entre Ras El Akha et Sidi Tamtam, bien que leur chef le cheikh Redjem ben Ali des Oulad bou Zeid est tué dans les combats.